# Der blaue Karfunkel

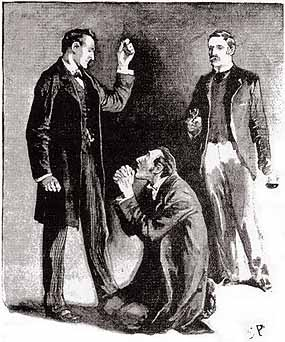
Ryder ersucht Gnade bei Holmes

Der blaue Karfunkel (The Adventure of the Blue Carbuncle) ist eine Sherlock-Holmes-Kurzgeschichte von Sir Arthur Conan Doyle. Sie erschien erstmals 1892 im Strand Magazine, illustriert von Sidney Paget. Im Oktober desselben Jahres erschien sie im Gesamtband Die Abenteuer des Sherlock Holmes (The Adventures of Sherlock Holmes).

## Handlung
Die Handlung spielt am 26. Dezember 1889. Am Morgen dieses Tages wird der Hotelportier Peterson nach einer Feier Zeuge eines Überfalls auf einen großgewachsenen Mann. Bei seinem Einschreiten ergreifen die Beteiligten die Flucht, das Opfer des Überfalls lässt jedoch einen abgetragenen Filzhut mit den eingezeichneten Initialen „HB“ und eine Weihnachtsgans zurück, an der eine Karte für die Gattin eines gewissen Henry Baker geheftet ist. Peterson bringt beides zu Sherlock Holmes. Während dieser aufgrund der Größe und des Zustandes des Filzhutes auf einen intelligenten und moralisch zerrütteten Besitzer schließt, bereitet Petersons Frau die Weihnachtsgans zu. Dabei findet sie den blauen Karfunkel, einen berühmten Diamanten, den die Gräfin von Morcar fünf Tage zuvor im Hotel Cosmopolitan als verlustig bemerkt hatte. Der 26-jährige Klempner John Horner wird als mutmaßlicher Dieb der Anklage übergeben, der wegen eines ähnlichen Deliktes bereits vorbestraft ist und sich zur Tatzeit im Hotel aufgehalten hat.

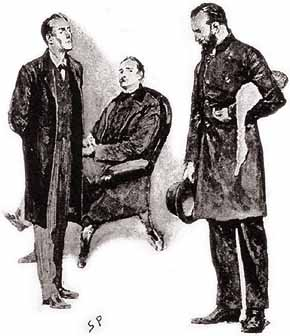
Holmes trifft sich mit Baker

Holmes verbirgt den Edelstein, der in den etwa 20 Jahren, seit er aufgefunden wurde, von Mord und Totschlag umgeben ist, in seinem Tresor. Um den Fall aufklären zu können, gibt er in allen Londoner Abendzeitungen eine Annonce auf, in der er Henry Baker anbietet, die beiden Fundsachen am Abend bei ihm abzuholen. Zur vereinbarten Zeit meldet sich ein gebildet wirkender Mann, der erklärt, dass er aus finanziellen Nöten darauf verzichten musste, eine eigene Anzeige aufzugeben. Henry Baker gibt sich mit einer von Peterson besorgten neuen Gans zufrieden und scheint von dem wertvollen Inhalt der eigentlichen Gans nichts gewusst zu haben. Nebenbei erkundigt sich Holmes darüber, wo Baker die Gans gekauft hat, und begibt sich daraufhin nach dessen Aussage zum Pub Alpha Inn. Dort wird er zum Händler Breckinridge in Covent Garden verwiesen, den er so lange mit seiner Nachfrage verärgert, bis dieser ihm Mrs Oakshott als Lieferantin nennt.
Unerwartet kommt es zu einem Streit zwischen Breckinridge und einem kleingewachsenen Mann, der nach einer bestimmten Gans sucht. Es handelt sich dabei um James Ryder, einen Angestellten des Hotel Cosmopolitan. Sherlock Holmes bietet ihm seine Hilfe bei der Suche an und nimmt ihn mit in die Baker Street. Der Juwelendieb gibt zu, durch die Zofe der Gräfin einen Hinweis erhalten zu haben. Um den Verdacht von sich abzulenken, verursachte er einen kleinen Schaden und lockte somit den vorbestraften Klempner ins Hotelzimmer. Nachdem dieser festgenommen wurde, schmuggelte Ryder den Edelstein aus dem Hotel zu seiner Schwester Maggie Oakshott, die Gänsemästerin war. Daraufhin zog er seinen Bekannten Maudsley ins Vertrauen, der ihm dazu riet, den Karfunkel in der Gans zu verstecken. Ryders Schwester wusste davon jedoch nichts und schenkte ihm die falsche Gans zu Weihnachten, so dass dieser bei den Zwischenhändlern nach dem richtigen Tier fahnden musste.
Holmes gibt Ryders Gnadengesuch nach und verzichtet auf eine Anzeige bei der Polizei.

## Verfilmungen
- 1923: Teil einer Filmreihe mit Eille Norwood als Sherlock Holmes
- 1968: Teil einer Serie mit Peter Cushing als Sherlock Holmes
- 1984: Teil der Serie Sherlock Holmes mit Jeremy Brett als Sherlock Holmes (7. Folge der 1. Staffel)

## Hörspiele
- 1962: Hörspiel mit Günther Sauer als Sherlock Holmes und Friedrich von Bülow als Dr. Watson (produziert vom SWF); Regie: Peter Hamel
- 1962: Hörspiel mit Peter Pasetti als Sherlock Holmes und Klaus Behrendt als Dr. Watson (produziert vom BR); Regie: Heinz-Günter Stamm
- 2003: Hörspiel mit Christian Rode als Sherlock Holmes und Peter Groeger als Dr. Watson

## Hörbücher
- 2004: Hörbuch, gelesen von Hubertus Gertzen, Audiobuch-Verlag Freiburg, ISBN 3-89964-068-3
- 2006: Hörbuch gelesen von Christian Poewe (produziert von Radioropa)